# Headplate
Headplate é uma banda sueca formada na cidade de Gotemburgo. A banda foi formada 1993 pelo baterista Niklas Österlund e pelo guitarrista Daniel Granstedt.

## Integrantes

### Membros
- Daniel Granstedt – guitarra e vocal de apoio
- Niklas Österlund – bateria

### Ex-membros
- Johan Andreassen – baixo
- Magnus Klavborn – vocal
- Håkan Skoger – baixo
- Marcus Österlund – guitarra

## Discografia

### Álbuns de estúdio
- 2000: Bullsized
- 2002: Delicate
- 2003: Pieces